# Gorica (Czarnogóra)
Gorica (cyr. Горица) – wieś w Czarnogórze, w gminie Danilovgrad. W 2011 roku liczyła 142 mieszkańców.